# Transformers: The Headmasters
Transformers: The Headmasters (яп. トランスフォーマー ザ★ヘッドマスターズ Торансуфо:ма: дза Хэддомасута:дзу) (рус.Трансформеры: Властоголовы) — японское продолжение мультсериала «Трансформеры (Generation 1)», повествующее о дальнейшем ходе Великой войны между автоботами и десептиконами.
Японские аниматоры с самого начала принимали активное участие в работе над мультсериалом «The Transformers»: в Америке сочинялись сценарии отдельных эпизодов и записывались диалоги, тогда как анимация осуществлялась в Японии студией Toei Animation. Когда в 1987 году, вследствие резкого падения продаж игрушек-трансформеров на американском рынке, компания Hasbro решила свернуть сериал, это дало японцам возможность создать собственную версию «Трансформеров», представляющую собой альтернативу карликовому четвертому сезону «G1».
Сериал состоит из 38 серий, из них оригинальных — 35 (в 1996 году специально для японского зрителя были выпущены ещё 3 дополнительные серии-повторения, в которых кратко излагался сюжет оригинального мультсериала). В России сериал «Headmasters» транслировался по 6-му каналу в 1994—1996 годах под названием «Трансформеры: Властоголовы».
Имеет продолжение — мультсериал «Transformers: Super-God Masterforce».

## Сюжет
Действие сериала начинается в 2011 году, когда войско десептиконов во главе с Гальватроном возвращается на Кибертрон, чтобы захватить Сигма-Компьютер, который в данный момент находится в стадии перенастройки и потому очень уязвим. В самый напряжённый момент битвы, когда десептиконы уже вот-вот прорвутся к компьютерному центру, к автоботам прибывает неожиданное подкрепление — Бесстрашные Воины: отважный Хром, его друзья (серьёзный Умник, вечно лезущий напролом Твердолоб и неутомимый выдумщик и спорщик Фантазёр), и самый сильный из всех — их командир, огромный боевой космокрейсер по имени Крепыш Максимус . Он когда-то жил на Кибертроне и был убеждённым пацифистом; поэтому, когда разразилась Великая война, он вместе со своими единомышленниками покинул родную планету в поисках мира и спокойствия. После долгих странствий переселенцы обосновались на планете Мастер. Здесь они со временем создали собственную цивилизацию, где могли наслаждаться мирной жизнью, развивать культуру и науку. Величайшим их достижением стала изобретённая ими уникальная технология трансформации, благодаря которой робот мог объединяться с машиной (вертолётом, танком, бронетранспортёром и т. п.); при этом он превращался в голову вновь созданного трансформера, а машина — в его тело, что позволяло ему становиться во много раз больше и сильнее. Роботов, овладевших этой техникой трансформации, стали называть «Хэдмастерами». В большинстве своём это были миролюбивые труженики, посвятившие жизнь заботе о благополучии и процветании своей новой родины. Однако некоторые из Хэдмастеров сочли, что такая судьба не по ним. Вожаком недовольных стал талантливый, но коварный и честолюбивый Скорпоног ; под его предводительством они начали завоёвывать и порабощать другие народы. Ренегатов изгнали с планеты Мастер, но они не успокоились, а продолжали свои грабительские налёты, и в конце концов примкнули к десептиконам. Чтобы наказать предателей, Крепыш Максимус и его команда решили присоединиться к автоботам. Они отправились на Кибертрон, и прибыли туда как раз вовремя, чтобы помочь автоботам отразить вражескую атаку.
Готовясь к очередному нападению десептиконов, кибертронские учёные с помощью Сигма-Компьютера разрабатывают сверхпрочный оружейный сплав. Узнав об этом от своих шпионов, Гальватрон организует новый штурм Кибертрона. Однако диверсия, устроенная приближёнными Скорпонога в компьютерном центре, приводит к тому, что и Сигма-Компьютер, и сама планета перестают существовать
После этих трагических событий обе враждующие стороны обновляют свой командный состав. Лидер автоботов Родомес Прайм, считая себя виновным в том, что не сумел спасти Кибертрон, передаёт свои полномочия Крепышу Максимусу, а сам отбывает в неизвестном направлении. Что касается десептиконов, то их новым вождём, вместо пропавшего без вести Гальватрона, становится Скорпоног. Под его руководством десептиконы осуществляют несколько крупномасштабных операций — в частности, похищают энергетический спутник «Солар-1», затем взрывают Марс. Полученная при этом энергия позволяет Скорпоногу закончить работу над своим главным изобретением — колоссальным супер-трансформером Скорпионом. 
Скорпион настолько велик и могуч, что никто и ничто во Вселенной не может выстоять против него. Используя его как летающую крепость, десептиконы опустошают планету за планетой, забирая их энергетические ресурсы. Единственный, кто может дать им достойный отпор — Крепыш Максимус со своим Мечом-повелителем.
С отрядом Хэдмастеров Крепыш Максимус преследует десептиконов через всю Галактику, попутно освобождая захваченные планеты и защищая невинных. Финал этой космической «гонки с препятствиями» наступает на Земле. На Северном полюсе разворачивается решающее сражение между Максимусом и Скорпоногом, от исхода которого зависит судьба человечества. В самый критический момент автоботы, объединившись, передают командиру всю свою силу, и тому удаётся сделать почти невозможное — уничтожить Скорпиона. Потеряв своё самое мощное оружие, десептиконы обращаются в бегство. Итак, силы врага разгромлены и рассеяны, Земля спасена, и автоботы покидают её, чтобы продолжить свою извечную борьбу за мир, порядок и справедливость во Вселенной.

## Место действия
События в сериале происходят на различных планетах:.
- Би́сто — планета, населённая разумными животными, создавшими на ней высокоразвитую цивилизацию. Была захвачена десептиконами, которые поработили её жителей и заставили их трудиться на своих подземных заводах[8]
- Да́рос. С этой планеты десептиконы привезли на Землю семена гигантского шагающего плотоядного растения, которое проросло в центре Сан-Франциско и начало пожирать людей. Земной климат оказался благоприятным для растения, и оно очень быстро разрослось до невероятных размеров, так что даже автоботы не могли справиться с ним. Крепышу Максимусу пришлось задействовать Меч-повелитель, чтобы уничтожить супостата[9].
- Двойная планета[10]
- За́рак. Скрытая в облаке космического газа, одетая снаружи металлической оболочкой, внутри эта планета представляет собой не что иное, как огромный сборочный цех, где подневольные работники-бистонийцы монтируют детали Скорпиона[5]. Когда работа по его сборке завершается, он просто разбивает планету изнутри, как яичную скорлупу.
- Земля. Хотя, в отличие от «The Transformers», она не является основным местом действия сериала, и у автоботов, и у десептиконов имеются тут свои базы. Кроме того, автоботы по соглашению с правительствами всех стран Земли осуществляют контроль сейсмической активности планеты и участвуют в геологических изысканиях. Разбив поверхность Земли на 30 секторов, они ведут там разведку месторождений природных энергоносителей.
- Кибертро́н — родная планета трансформеров; уничтожена при взрыве Сигма Компьютера.
- Луна. Была выбрана Скорпоногом в качестве подходящего места для проведения церемонии его коронации как нового лидера десептиконов. Специально для данного торжества был возведён амфитеатр в Море Спокойствия, однако неожиданное возвращение Гальватрона нарушило планы Скорпонога, и тому пришлось до поры до времени вновь прикинуться преданным союзником повелителя десептиконов [11]. Здесь же размещается секретная база Скорпонога, где строится его новый корабль, ещё более мощный, чем Скорпион.
- Марс. Десептиконы взорвали его по приказу Скорпонога, чтобы собрать выделившуюся при этом энергию[12].
- Ма́стер
- Пала́мо — маленькая пустынная планета к северо-востоку от Сиднеи; бедная ресурсами и необитаемая, она, тем не менее, имеет стратегически важное значение для автоботов, которые разместили здесь свой центр связи. Паламо одной из первых подверглась атаке Скорпонога. Роботы, обслуживавшие и охранявшие центр связи, были перебиты, а сам центр был превращён в ловушку, куда Скорпоног заманил Хрома и его команду Бесстрашных Воинов. По его замыслу, они все должны были погибнуть в зыбучих песках Паламо; на случай, если бы они всё же выбрались, на поверхности их ожидала засада. Тем не менее, Бесстрашным Воинам удалось спастись.[13]
- Паради́з — красивая зелёная планета, где обитают миролюбивые аборигены, не знающие «высоких технологий», но живущие в дружбе с животными и птицами[14].
- Пи́на — планета, населённая каменными великанами, которые уничтожают всех попадающих к ним пришельцев[15]
- Пиратская планета[16]
- Са́ндра[17]
- Сидне́я — планета с кислородной атмосферой, на ней расположена штаб-квартира автоботов
- Те́трис[18]
- У́лей[19]
- Цере́ра[20]
- Юно́на[21]
- Юро́на — планета, на которой обосновались десептиконы

## Персонажи
- Персонажей в сериале очень много; большинство из них — те же, что и в исходном сериале, но уже с первых серий они начинают как бы отходить на второй план. Из старых персонажей активную роль на протяжении всего сериала играют только Денни Уитвики, Вилли и Арси. Своеобразным рубежом служит серия «Кризис на Кибертроне», после которой руководство «старых» автоботов выводится из сюжета. На смену им приходят новые герои. Наиболее значимые из них — это роботы Хэдмастеры (англ. Headmasters), иначе — «Властоголовы», примкнувшие к автоботам. У автоботов в сериале появляется новый отряд — Роботопоезд, который становится 4-м автоботовским гештальтом, сокращая отставание от десептиконов (здесь, как и к концу американского 3-го сезона, в армии десептиконов пять гештальтов). В данном сериале наиболее сильными из автоботов является Крепыш Максимус обладающий секретом Меча-Повелителя. Десептиконами командует Гальватрон; самым могучим из его воинов (и в то же время тайным соперником) является Хэдмастер Скорпонок.

## Музыкальная тема
Авторами песен, которыми открывалась и завершалась каждая серия, были Кэйсукэ Ямакава (слова) и Такамунэ Нэгиси (музыка).